# Jack Goldman
Pour les articles homonymes, voir Goldman.
Jacob Goldman ou Jack Goldman, né le 18 juillet 1921 à Brooklyn à New York et mort le 20 décembre 2011 à Westport, est un physicien américain, connu pour être le fondateur du Palo Alto Research Center.